# Центар филм
Центар филм (првобитно Сервис ФРЗ, па Центар ФРЗ СР Србије) је предузеће за производњу филмова, дистрибуцију филмског и ТВ програма.

## Историја
Центар филм је створен жељом чланова Удружења филмских радника и уметника СР Србије маја 1966. у Београду првобитно као Сервис Филмских радних заједница с намером да окупља ствараоце, подстиче иницијативе и ствара услове за остварење заједничких тежњи креативног духа филмске производње.
Почетком 70-их година променило је назив у Центар Филмских радних заједница СР Србије, да би коначно прерастао у Центар филм 1978. године. Од првобитног сервиса филмских радних заједница израстао је у угледно предузеће које је својом организацијом рада, произведеним филмовима и освојеним наградама стекло озбиљан углед у земљи и иностранству.
Основан на иницијативу познатог филмског радника сценаристе и глумца Душана Перковића, директора производње и дистрибуције филмског стваралаштва, Центар филм у каснијем периоду постаје покретач међународних сарадњи и копродукција.
Центар филм је представљао сусретиште многобројних аутора различитих генерација и различитих стваралачких опредељења, oдакле су покретане многобројне иницијативе са циљем проналаска одређене перпективе за што бржи и целисходнији развој филма.
Окупљања нису укључивала генерацијске поделе или заступања појединих идеја око естетике и стила; њих је покретала потреба за слободом филмског стваралаштва.
Са Центар филмом су сарађивали од оснивања значајни и истакнути филмски аутори попут:
- Жика Митровић
- Миомир Стаменковић
- Здравко Рандић
- Живојин Павловић
- Пуриша Ђорђевић
- Драгован Јовановић
- Соја Јовановић
- Жорж Скригин
- Предраг Голубовић итд.

Центар филм је пружао свесрдну подршку већем броју младих филмских аутора који су управо крајем 70 - их и почетком 80- десетих година започели свој развој и стекли пуну уметничку афирмацију у продукцији Центар филма.
Дебитантски филм Чувар плаже у зимском периоду режисера Горана Паскаљевића, дела попут Специјално васпитање и Национална класа Горана Марковића, Мирис пољског цвећа и Петријин венац Срђана Карановића, Пад Италије Лордана Зафрановића и За срећу је потребно троје Рајка Грлића представника тзв. Прашке школе чине богатсво и разноврсност продукције и она су дела од трајне и незаобилазне вредности за целокупну екс-југословенску и српску кинематографију.
Деловање Центар филма потврдило се у свим стваралачким срединама југословенске кинематографије подршком самосталном организовању стваралаца у другим филмским центрима копродукцијама са другим продукцијама попут Јадран филм, ТВ Загреб, Загреб филм, Constellacion Film, Dan Tana Production, Авала филм, Зета филм, Босна филм, Сутјеска филм, Кинема Сарајево, Форум Сарајево, Виба филм, Вардар филм....
Под окриљем различитих филмских предузећа настала су остварења попут филма Сутон Горана Паскаљевића, Сезона мира у Паризу Предрага Голубовића, Ритам злочина и Сан о ружи Зорана Тадића, Официр с ружом Дејана Шорка која су кроз колективне тежње учврстила неопходну тачку ослонца, сопствену продукцију.
Стваралачка моћ златног доба југословенске кинематографије и Центар филма 80 - их година лежи у револуционарним филмским насловима Ко то тамо пева и Маратонци трче почасни круг Слободана Шијана, Нешто између Срђана Карановића, Посебан третман и Варљиво лето 68 Горана Паскаљевића, Лепота порока Живка Николића...
Центар филм 90 -их година покреће и издавачку делатност објављивањем дела из области филмске индустрије и својеврсних монографија филмских аутора попут Од камере обскуре до видео филма Стевана Јовичића, Београдски филмски критичарски круг, Адио Југо-филм, Кино клуб Београд, Емир Кустурица, Живојин Павловић аутора Ранка Мунитића итд. која дају печат очувању филмског језика као стваралачке потребе свих фактора кинематографије , уметности и културе уопште од аутора, преко сарадника, до гледаоца и критичара.
Дела Васе Казимировића Србија и Југославија 1914 - 1941 и Црна рука објављена у сарадњи са Призма Крагујевац, добила су признање Издавачки подухват године на Међународном сајму књига у Београду.
Остварења документарног филма Последња оаза и Свет који нестаје Петра Лаловића и Амбасадор је убијен у Стокхолму Ратка Илића претходе ауторском серијалу креаираном 90 - их година.
Личности и догађаји је документарни серијал посвећен животу и делу овдашњих и знаменитих личности и догађајима савремене историје у оквиру кога је до данас снимљено преко 60 документарних филмова међу којима документарни филмови о Николи Пашићу, Живојину Мишићу, Петру Бојовићу, Зорану Радмиловићу, Павлу Вуисићу, Милени Дравић, Драгану Николићу и другима.
Кроз аутентичан документовани приказ, као сведочанство времена, серијал даје непроцењив допринос очувању уметничких достигнућа и културне баштине која чини национално културно богатство.
Центар филм је иначе основао познати сценариста и глумац Душан Перковић (1927-2000) који је иначе представљао главног организатора производње и дистрибуције филмова које је урадио Центар филм у својој кухињи.
Успео је да ангажује слободне филмске раднике који су руководили реализацијом филмова током 70 и 80 година попут Слободана Рогановића, Радивоја Поповића, Александра Радуловића, Бошка Савића, Николе Поповића, Милана Жмукића (1922-1996) и Ђорђа Милојевића (1939-2001).
Директори предузећа Центар филм су били
- Душан Перковић
- Милан Жмукић
- Ђорђе Милојевић
- Јадранка Блануша Вучковић

Филмови у продукцији Центар филма су имали велику гледаност у бившој Југославији а и у Европи по чему сведоче бројне награде које су њихови филмови добијали у иностранству.
Центар филм је приватизован током 2000—их година и тад прелази у друштво са ограниченом одговорношћу (ДОО) и данас се на челу компаније налази Јадранка Блануша-Вучковић.
Toком свих ових година филмског стваралаштва, Центар филм је био сусретиште преко 500 аутора и филмских радника, који су својим радом и стваралаштвом произвели више од 140 дугометражних играних и 120 кратких филмова најразличитијих тема, жанрова и стилова, остварили преко 370 учешћа на домаћим и међународним филмским фестивалима и освојили преко 260 награда посвећених идентичном циљу.
Уз очување непроцењиве културно - уметничке баштине, мисија Центар филма и свих људи који га чине данас идентична је као и пре пола века - сведочење остварења заједничких тежњи да се културној јавности специфичним изразом предоче оригиналне идеје визионарских ствараоца и уметнички оправдају тренуци блеска домаће кинематографије на путу чије ће остварење гледалац доживети као једину могућу стварност.

## Продуцент (1966 - 1970Сервис ФРЗ)
| Год.  | Назив                                                 | Улога |
| ----- | ----------------------------------------------------- | ----- |
| 1967. | Буђење пацова                                         |       |
| 1967. | Нож                                                   |       |
| 1967. | Немирни                                               |       |
| 1967. | Кораци кроз магле                                     |       |
| 1967. | Дивље семе                                            |       |
| 1967. | Хасанагиница                                          |       |
| 1967. | Кад будем мртав и бео                                 |       |
| 1968. | Пусти снови                                           |       |
| 1968. | У раскораку                                           |       |
| 1968. | Брат доктора Хомера                                   |       |
| 1968. | Операција Београд                                     |       |
| 1968. | Сарајевски атентат                                    |       |
| 1968. | Вук са Проклетија                                     |       |
| 1969  | Кад чујеш звона                                       |       |
| 1969. | Крвава бајка                                          |       |
| 1969. | Силом отац                                            |       |
| 1969. | Време без рата                                        |       |
| 1969. | Заседа                                                |       |
| 1969. | Убиство на подмукао и свиреп начин и из ниских побуда |       |

### Кратки филмови
| Год.  | Назив             | Улога |
| ----- | ----------------- | ----- |
| 1969. | Сви дани у једном |       |

## Продуцент (1970 - 1978Центар ФРЗ СР Србије)
| Год.  | Назив                          | Улога    |
| ----- | ------------------------------ | -------- |
| 1970. | Сирома сам ал сам бесан        |          |
| 1970. | Црвено класје                  |          |
| 1970. | Оксиген                        |          |
| 1970. | Са друге стране                |          |
| 1971. | Опклада                        |          |
| 1971. | Последња станица               |          |
| 1971. | Жеђ                            |          |
| 1972. | Киша                           |          |
| 1972. | Девојка са Космаја             |          |
| 1972. | Трагови црне девојке           |          |
| 1972. | И бог створи кафанску певачицу |          |
| 1973. | Писмо                          | кратки   |
| 1973. | Бегунац                        |          |
| 1973. | Уклети смо Ирина               |          |
| 1973. | Жута (филм)                    |          |
| 1973. | Слуга                          | ТВ драма |
| 1974. | Парлог                         |          |
| 1974. | СБ затвара круг                |          |
| 1974. | Кошава                         |          |
| 1974. | Дервиш и смрт                  |          |
| 1974. | Црвени удар                    |          |
| 1974  | Против Кинга                   |          |
| 1975  | Дечак и виолина                |          |
| 1975  | Павле Павловић                 |          |
| 1975  | Сељачка буна 1573.             |          |
| 1975  | Медвед од плиша                |          |
| 1975  | Сарајевски атентат             |          |
| 1976  | Врхови Зеленгоре               |          |
| 1976  | Лептиров облак                 |          |
| 1977  | Специјално васпитање           |          |
| 1977  | Хајка                          |          |
| 1977  | Пас који је волео возове       |          |
| 1977  | Мирис пољског цвећа            |          |

## Продуцент (1978 -Центар филм)
| Год.     | Назив                                       | Улога             |
| -------- | ------------------------------------------- | ----------------- |
| 1970.-те |                                             |                   |
| 1972.    | Розамунда                                   |                   |
| 1978.    | Бошко Буха                                  | филм и тв серија  |
| 1978.    | Павиљон 6                                   |                   |
| 1979.    | Личне ствари                                |                   |
| 1979.    | Усијање                                     |                   |
| 1979.    | Национална класа                            |                   |
| 1979.    | Последња трка                               |                   |
| 1979.    | Земаљски дани теку                          |                   |
| 1979.    | Партизанска ескадрила                       |                   |
| 1980.-те |                                             |                   |
| 1980.    | Дани од снова                               |                   |
| 1980.    | Петријин венац                              | филм и тв серија  |
| 1980.    | Посебан третман                             |                   |
| 1980.    | Ко то тамо пева                             |                   |
| 1981.    | Ритам злочина                               |                   |
| 1981.    | Пад Италије                                 |                   |
| 1981.    | Ерогена зона                                |                   |
| 1981.    | Сезона мира у Паризу                        |                   |
| 1981.    | Нека друга жена                             |                   |
| 1982.    | Сутон                                       |                   |
| 1982.    | Прогон                                      |                   |
| 1982.    | Идемо даље                                  | филм и тв серија  |
| 1982.    | Маратонци трче почасни круг                 |                   |
| 1983.    | Последња оаза                               | документарни филм |
| 1983.    | Трећи кључ                                  |                   |
| 1983.    | Нешто између                                | филм и тв серија  |
| 1983.    | Игмански марш                               |                   |
| 1984.    | Рани снијег у Минхену                       |                   |
| 1984.    | Чудо невиђено                               |                   |
| 1984.    | О покојнику све најлепше                    |                   |
| 1984.    | Варљиво лето 68                             |                   |
| 1984.    | Давитељ против давитеља                     |                   |
| 1984.    | Опасни траг                                 |                   |
| 1985.    | Тајванска канаста                           |                   |
| 1985.    | За срећу је потребно троје                  |                   |
| 1986.    | Сан о ружи                                  |                   |
| 1986.    | Лепота порока                               |                   |
| 1986.    | Од злата јабука                             |                   |
| 1987.    | Свет који нестаје                           | документарни филм |
| 1987.    | Краљева завршница                           |                   |
| 1987.    | У име народа                                |                   |
| 1987.    | Официр с ружом                              |                   |
| 1987.    | Лагер Ниш                                   |                   |
| 1988.    | За сада без доброг наслова                  |                   |
| 1988.    | Други човек                                 |                   |
| 1988.    | Сунцокрети                                  |                   |
| 1989.    | Бој на Косову                               |                   |
| 1989.    | Сабирни центар                              |                   |
| 1989.    | Жена с крајоликом                           | ТВ драма          |
| 1990.-те |                                             |                   |
| 1990.    | Станица обичних возова                      | ТВ драма          |
| 1990.    | Амбасадор је убијен у Стокхолму             | документарни филм |
| 1991.    | Ово мало душе                               | ТВ драма          |
| 1991     | Вирџина                                     |                   |
| 1992.    | Јевреји долазе                              |                   |
| 1992.    | Дезертер                                    |                   |
| 1993.    | Три карте за Холивуд                        |                   |
| 1994.    | Скерцо                                      |                   |
| 1994.    | Тањавања                                    | кратки филм       |
| 1995.    | Девојка из кабриолета                       | кратки филм       |
| 1996.    | Век филма у Србији                          | документарни филм |
| 1996.    | Стеван Мокрањац                             | документарни филм |
| 1996.    | Никола Пашић                                | документарни филм |
| 1996.    | 160 година театра Јоаким Вујић              | документарни филм |
| 1997.    | Војвода Живојин Мишић                       | документарни филм |
| 1997.    | Мија Алексић 1922-1995                      | документарни филм |
| 1997.    | Слава и сенке: Паја Јовановић               | документарни филм |
| 1997.    | Павле Вујисић 1922-1988                     | документарни филм |
| 1998.    | Зоран Радмиловић 1933-1985                  | документарни филм |
| 1998.    | Миливоје Живановић 1900-1976                | документарни филм |
| 1998.    | Данило Бата Стојковић                       | документарни филм |
| 2000.-те |                                             |                   |
| 2000.    | Душица Жегарац                              | документарни филм |
| 2001.    | Драган Николић                              | документарни филм |
| 2001.    | Михајло Паскаљевић                          | документарни филм |
| 2002.    | Александар Берчек                           | документарни филм |
| 2003.    | Бора Тодоровић                              | документарни филм |
| 2003.    | Ружица Сокић                                | документарни филм |
| 2004.    | Милена Дравић                               | документарни филм |
| 2005.    | Мики Манојловић                             | документарни филм |
| 2005.    | Љуба Тадић                                  | документарни филм |
| 2006.    | Никола Симић                                | документарни филм |
| 2007.    | Петар Краљ                                  | документарни филм |
| 2007.    | Ита Рина                                    | документарни филм |
| 2008.    | Мира Ступица                                | документарни филм |
| 2009.    | Мира Бањац                                  | документарни филм |
| 2010.    | Богдан Диклић                               | документарни филм |
| 2011.    | Неда Арнерић                                | документарни филм |
| 2012.    | Петар Божовић - сећам се...                 | документарни филм |
| 2013.    | Змај и Дунав                                | документарни филм |
| 2015.    | Михаило Јанкетић - једна прича              | документарни филм |
| 2016.    | Јелисавета Сека Сабљић - Данас је лепо бити | документарни филм |
| 2017.    | Лазар Ристовски - како сам постао младић    | документарни филм |
| 2018.    | Светлана Бојковић: глума је кад се не види  | документарни филм |
| 2019.    | Радош Бајић: Моја искреност у глуми         | документарни филм |
| 2020.    | Горица: Горица Поповић                      | документарни филм |
| 2021.    | Крека: Ловац на снове                       | документарни филм |
| 2021.    | Војислав Брајовић - тешко наоружан глумац   | документарни филм |
| 2022.    | Глумачки маратон Љиљане Благојевић          | документарни филм |
| 2023.    | Славко Штимац: Самотњак                     | документарни филм |
| 2024.    | Светозар Цветковић                          | документарни филм |
| 2025.    | Први круг у Београду                        | играни филм       |